# Paradelia brunneonigra
Paradelia brunneonigra är en tvåvingeart som först beskrevs av Johann Andreas Schnabl 1911.  Paradelia brunneonigra ingår i släktet Paradelia och familjen blomsterflugor. Arten är reproducerande i Sverige. Inga underarter finns listade i Catalogue of Life.